# Choysky (huyện)
Huyện Choysky (tiếng Nga: ? райо́н) là một huyện hành chính tự quản (raion), của Cộng hòa Altai, Nga. Huyện có diện tích 4449 kilômét vuông, dân số thời điểm ngày 1 tháng 1 năm 2000 là 9500 người. Trung tâm của huyện đóng ở Choya.